# Щетинины
Щетинины — русские княжеский и древние дворянские роды.
Род князей Щетининых внесён в Бархатную книгу. При подаче документов (февраль 1682) для внесения рода в Бархатную книгу, была предоставлена родословная роспись князей Щетининых.

## Князья
Щетинины — русский княжеский род, происходящий от Рюрика, отрасль князей Ярославских.
Родоначальник — князь Семён Фёдорович по прозванию Щетина. Старший сын Семёна, Василий Щетинин, считается родоначальником князей Щетининых. Младший, Владимир Семёнович, прозванием Темносиний, имел двух сыновей: Василия Темносинего, родоначальника князей Темносиних и Дмитрия Сандыря, родоначальника князей Сандыревых. Второй сын Василия Владимировича Темносинего, Пётр Засека, родоначальник старшей ветви угасших князей Засекиных.
У Василия Семёновича было три сына, родоначальники ветвей рода Щетининых — Семён, Иван и Лев. Из потомков Семёна Васильевича Григорий Владимирович († 1592) был осадным воеводой в Михайлове, Алатыре и в Терках. С его внуком князем Михаилом Васильевичем пресеклась старшая ветвь рода Щетининых. Из потомков Ивана Васильевича — Василий Григорьевич по прозванию Борода был воеводой в Терках и Рязани (1601). На праправнуке его, Якове Алексеевиче, прекратилась средняя линия рода Щетининых. Потомство Льва Семёновича существовало и в начале XX века. Многие из него служили стряпчими, стольниками и воеводами в XVII веке.
Определением Правительствующего Сената от 17 февраля 1849 года утверждены в княжеском Российской Империи достоинстве, со внесением в V часть Дворянской родословной книги, подпоручик князь Осип Никитич Щетинин, сыновья его: подпоручик Павел, губернский секретарь Василий и внуки: Николай и Александр Павловичи, Анна Павловна и Александра Васильевна. Род записан в V часть родословной книги Рязанской губернии.

## Герб князей Щетининых
Щит разделён двумя перпендикулярными линиями на четыре части. В первой и в четвёртой частях герб княжества Киевского: в лазоревом поле Ангел с сребротканой одежде, держащий в правой руке обнажённый серебряный меч, а в левой — золотой щит. Во второй и третьей частях герб княжества Смоленского: в серебряном поле на зелёной траве чёрная пушка, а на пушке райская птица. В середине герба малый щиток, на нём герб княжества Ярославского: в золотом поле чёрный медведь, стоящий на задних лапах и держащий на плече золотую секиру. Щит покрыт княжеской мантией и российской княжеской шапкой.

## Дворяне
Щетинины — два русских древних дворянских рода, восходящих к началу XVII века и записанных: первый — в VI часть родословной книги Рязанской и Московской губерний, а второй — в VI часть родословной книги Пензенской губернии.

## Герб дворян Щетининых
Щит разделён на четыре части, из которых в первой в золотом поле изображены две птицы, летящие вверх одна над другой. Во второй части в голубом поле воин на коне, скачущий в правую сторону. В третьей части в красном поле согнутая в латах рука, держащая меч, поднятый вверх. В четвёртой части с серебряном поле бегущий в правую сторону олень. Щит увенчан дворянским шлемом и короной, на поверхности которой видна согнутая в латах рука с поднятым вверх мечом. Намёт на щите золотой и голубой, подложенный красным и серебром. Щитодержатели: два льва.
Герб внесён в X часть Общего Гербовника.

## Известные представители

### Князья Щетинины
- Князь Щетинин Иван Иванович Тёмка — бездетный, убит в Битве под Оршей († 1514).
- Князь Щетинин Василий Иванович — рында с государевым доспехом (1513), второй воевода войск левой руки в походе под Смоленск (1514), рында с государевым доспехов в Коломне против крымцев (1522).
- Князь Щетинин Юрий Иванович — оружейничий (1532), воевода в Нижнем Новгороде, умер бездетным († 1549).
- Князь Щетинин Григорий Владимирович Зубок — воевода.
- Князь Щетинин Андрей Фёдорович — воевода в Перемышле (1625—1626).
- Князь Щетинин Осип Григорьевич — дмитровский дворянин, на службе под Смоленском против поляков, где и умер (1634).
- Князь Щетинин Пётр Иванович — воевода в Галиче (1636—1637), Таре (1643—1646), Туле (1651—1652).
- Князь Щетинин Михаил Васильевич — воевода в Переславле-Рязанском (1626 и 1633), во Владимире на Клязьме (1640—1641).
- Князь Щетинин, Михаил Иванович — стольник, воевода в Торопце (1640—1641 и 1649—1651), Шуе (1645), Терках (1649—1650), осадный воевода в Пскове (1656—1658), воевода в Дерпте (1658).
- Князь Щетинин Яков Васильевич — стольник (1660), послан от Государя в Белёв с царским наказом к боярину и князю Куракину (1661).
- Князь Щетинин Степан Яковлевич — стольник, воевода во Владимире на Клязьме (1696)[7].
- Князь Щетинин Иван Яковлевич — есаул в Азовском походе против турок и татар (1696), стольник (1703).
- Князь Щетинин Василий Яковлевич — стряпчий (1703).

#### Дворяне Щетинины
- Щетинина Любовь Петровна — известная русская пианистка.
- Щетинин Михаил Иванович — известный русский художник.

## Критика
При издании своей Родословной книги князь П. В. Долгоруков, за неимением других сведение о князьях Щетининых, пользовался только Бархатной книгой и поэтому в напечатанной им поколенной росписи недостаёт позднейших поколений, начиная с конца XVII века. Поколенная роспись А. Б. Лобанова-Ростовского основывается на выданной (февраль 1851) Правительствующим сенатом родословием князей Щетининых.